# Grammy Awards de 2004
A 46.ª cerimônia anual do Grammy Awards foi realizada em 8 de fevereiro de 2004 no Staples Center, em Los Angeles, Califórnia. Pretendendo celebrar a melhor música lançada entre 1 de outubro de 2002 e 30 de setembro de 2003, os grandes vencedores foram Outkast, que ganhou três prêmios, incluindo Álbum do Ano, e Beyoncé Knowles, que ganhou cinco prêmios. Empatados para o maior número de indicações, com seis cada, estavam Knowles, Outkast e Jay-Z.

## Performances
- Abertura: Prince e Beyoncé – "Purple Rain/Baby I'm a Star/Let's Go Crazy/Crazy in Love"
- The Beatles 40 anos atrás: Sting, Dave Matthews, Pharrell e Vince Gill – "I Saw Her Standing There"
- Justin Timberlake e Arturo Sandoval – "Señorita"
- The Black Eyed Peas e Justin Timberlake – "Where Is the Love?"
- Foo Fighters e Chick Corea – "Times Like These"
- The White Stripes – "Seven Nation Army"
- Tributo a Warren Zevon
- Beyoncé – Dangerously in Love 2
- Tributo à música Funk: OutKast, Earth, Wind & Fire, Robert Randolph and the Family Band, George Clinton e "Minister" Samuel L. Jackson
- Christina Aguilera – Beautiful

## Efeitos da controvérsia do Super Bowl XXXVIII
Janet Jackson foi originalmente programada para realizar uma homenagem a Luther Vandross durante a cerimônia. No entanto, devido a um incidente envolvendo Jackson durante o show do intervalo do Super Bowl XXXVIII na semana anterior, onde seu seio foi brevemente revelado por Justin Timberlake, Jackson foi colocado na lista negra pela empresa Viacom e seu convite para a cerimônia foi rescindido. Apesar de seu envolvimento no "mau funcionamento do figurino", Timberlake ainda foi convidado, e usou um de seus discursos de aceitação para se desculpar pelo incidente. A CBS também transmitiu a cerimônia com um atraso de cinco minutos.

## Vencedores do Prêmio

### Geral
Gravação do Ano
- - Coldplay por "Clocks"
  - Beyoncé & Jay-Z por "Crazy in Love"
  - The Black Eyed Peas & Justin Timberlake por "Where Is the Love?"
  - Eminem por "Lose Yourself"
  - OutKast por "Hey Ya!"

Álbum do Ano
- - OutKast por Speakerboxxx/The Love Below
  - Evanescence por Fallen
  - Justin Timberlake por Justified
  - Missy Elliott por Under Construction
  - The White Stripes por Elephant

Canção do Ano
- - Luther Vandross por "Dance with My Father" 
  - Avril Lavigne por "I'm with You"
  - Christina Aguilera por "Beautiful"
  - Eminem por "Lose Yourself"
  - Warren Zevon por "Keep Me In Your Heart"

Artista Revelação
- - Evanescence
  - 50 Cent
  - Fountains of Wayne
  - Heather Headley
  - Sean Paul

### Alternativo
Melhor Álbum de Música Alternativa
- Elephant – The White Stripes
- Fight Test – The Flaming Lips
- Hail to the Thief – Radiohead
- Untitled – Sigur Rós
- Fever to Tell – Yeah Yeah Yeahs

### Blues
- Melhor Álbum de Blues Tradicional
  - Buddy Guy por Blues Singer
- Melhor Álbum de Blues Contemporâneo
  - Etta James por Let's Roll

### Filme/TV/Mídia
- Melhor Compilação de Trilha Sonora para Mídia Visual
  - Vários artistas por Chicago
- Melhor Trilha Sonora Original para Mídia Visual
  - Howard Shore por The Lord of the Rings – The Two Towers
- Melhor Canção Composta para Mídia Visual
  - Christopher Guest, Eugene Levy e Michael McKean por "A Mighty Wind"

### Country
- Melhor Performance Vocal Feminina de Country
  - June Carter Cash por "Keep on the Sunny Side"
- Melhor Performance Vocal Masculina de Country
  - Vince Gill por "Next Big Thing"
- Melhor Performance Country - Duo ou Banda - Vocal ou Instrumental
  - Ricky Skaggs & Kentucky Thunder por "A Simple Life"
- Melhor Colaboração Country com Vocais
  - James Taylor & Alison Krauss por "How's the World Treating You"
- Melhor Performance Instrumental em Country
  - Alison Krauss & Union Station por "Cluck Old Hen"
- Melhor Música Country
  - Alan Jackson & Jimmy Buffett por "It's Five O'Clock Somewhere"
- Melhor Álbum Country
  - Vários artistas por Livin', Lovin', Losin' - Songs of the Louvin Brothers
- Melhor Álbum Bluegrass
  - Alison Krauss & Union Station por Live

### Dance
- Melhor Gravação Dance
  - Kylie Minogue por "Come Into My World"

### Show Musical
- Melhor Álbum de Teatro Musical
  - Todd Whitelock, Tom Lazarus, Ken Hahn e Jay David Saks por Gypsy: A Musical Fable

### Pop
- Performance Vocal Pop Feminina
  - Christina Aguilera por "Beautiful"
  - Kelly Clarkson por "Miss Independent"
  - Dido por "White flag"
  - Avril Lavigne por "I'm with You"
  - Sarah McLachlan por "Fallen"

- Melhor Performance Solo de Pop
  - Justin Timberlake por "Cry Me a River"
  - George Harrison por "Any Road"
  - Michael McDonald por "Ain't No Mountain High Enough"
  - Sting por "Send Your Love"
  - Warren Zevon por "Keep Me in Your Heart"

- Melhor Performance de um Grupo Vocal
  - No Doubt por "Underneath It All"
  - Bon Jovi por "Misunderstood"
  - The Eagles por "Hole in the World"
  - Fountains of Wayne por "Stacy's Mom"
  - Matchbox 20 por "Unwell"

- Melhor Parceria de Pop
  - Sting & Mary J. Blige por "Whenever I Say Your Name"
  - Christina Aguilera & Lil' Kim por "Can't Hold Us Down"
  - Tony Bennett & k.d. lang por "La vie en rose"
  - Bob Dylan & Mavis Staples por "Gonna Change My Way Of Thinking"
  - Pink & William Orbit por "Feel Good Time"

- Best Pop Vocal Album
  - Justin Timberlake por "Justified"

- Melhor Álbum Instrumental Pop
  - Ry Cooder & Manuel Galbán por Mambo Sinuendo

### Pop Tradicional
- Melhor Álbum Pop Vocal Tradicional
  - Tony Bennett & k.d. lang por A Wonderful World